# 9071 Coudenberghe
9071 Coudenberghe eller 1993 OB13 är en asteroid i huvudbältet som upptäcktes den 19 juli 1993 av den belgiske astronomen Eric W. Elst vid La Silla-observatoriet. Den är uppkallad efter botanikern Peeter van Coudenberghe.